# Marcelo Picchi
Marcelo Picchi, nome d'arte di José Dionisio Marcello Salles Picchi (8 ottobre 1948), è un attore brasiliano.
Talora è accreditato come Marcello Picchi o anche José Picchi.

## Biografia
Discendente di italiani, si è avvicinato prestissimo al mondo dello spettacolo. Ha lavorato in teatro, nei fotoromanzi, al cinema e in tv: in Italia è conosciuto per Ciranda de pedra, la nota telenovela trasmessa da Rete 4 negli anni 80, dove ha sostenuto uno dei ruoli principali.
Ha quattro figli maschi, nati dal matrimonio con la collega Elizabeth Savalla, terminato col divorzio. Il loro primogenito Thiago Picchi è anch'egli attore.
Ha una laurea in filosofia ed è anche abilitato all'insegnamento.

## Filmografia

### Televisione
- Camomila e Bem-me-quer (Rede Tupi) (1972)
- As Divinas... e Maravilhosas (Rede Tupi) (1973)
- Rosa-dos-Ventos (1973)
- A Volta de Beto Rockfeller (Rede Tupi) (1973)
- Bravo! (1975)
- Villa Bianca (O Casarão) (1976)
- Sem lenço, sem Documento (1977)
- À Sombra dos Laranjais (1977)
- Sítio do Picapau Amarelo (episodio: "O Minotauro") (1978)
- Feijão Maravilha (1979)
- Coração Alado (1980)
- Ciranda de pedra; altro titolo: La fontana di pietra (Ciranda de pedra) (1981)
- O Homem Proibido (1982)
- Corpo a Corpo (1985)
- Mania de Querer (Rede Manchete) (1986)
- Dona Beija (Rede Manchete) (1986)
- Mandala (1987)
- Helena (Rede Manchete) (1987)
- Colônia Cecília (Rede Bandeirantes) (1989)
- Que Rei Sou Eu? (1989)
- Mico Preto (1990)
- Vamp (1991)
- O Sorriso do Lagarto (1991)
- De Corpo e Alma (1992)
- Tereza Batista (1992)
- Você Decide (episodio: "Faça a Coisa Certa") (1993)
- 74.5 - Uma Onda no Ar (Rede Manchete) (1994)
- Você Decide (episodio: "Sombras do Passado") (1994)
- Tocaia grande (Rede Manchete) (1995)
- Você Decide (1996)
- Cara e Coroa (1996)
- Teleteatro (SBT) (un episodio) (1998)
- Prova de Amor (Rede Record) (2005)
- Toma Lá, Dá Cá (episodio: "Darwin se Equivocou - Parte II") (2009)
- A Vida Alheia (2010)
- Zorra Total (2010)
- Zorra Total (2011)
- Aquele beijo (2012)

### Cinema
- A Morte da Mulata (2001)
- A República dos Anjos (1991)
- Uma Escola Atrapalhada (1990)
- Eternamente Pagu (1987)
- Amor Voraz (1984)
- Os Campeões (1982)
- Sábado Alucinante (1979)
- Marília e Marina (1976)
- O Exorcismo Negro (1974)
- Noites de Iemanjá (1971)